# Васабі (фільм)
«Васабі» (Wasabi) — художній фільм 2001 року, Франція-Японія.

## Сюжет
Суворий та безкомпромісний поліцейський комісар Юбер Фіорентіно (Рено) одного дня дізнається, що його кохана з Японії загинула і що у нього є дочка. Мати, яка була таємним агентом, залишила їй у спадок 200 мільйонів доларів. На дівчинку полюють японські гангстери, котрі вбили її матір, проте поява Юбера руйнує плани злочинців…
Режисер Кравчик не вперше працює під керівництвом Бессона («Таксі 2»). Автор «Нікіти» та «Леона» був лише продюсером фільму, ідею якого йому запропонував Рено, але критики визнали цю кримінальну комедію «стовідсотково бессонівською». Через вересневі теракти у США змінили фінальну сцену стрічки: викрадення літака перетворилося на пограбування банку. «Васабі» — це непоганий «екшн»-фарс, котрий може зацікавити прихильників Рено та «кінематографу Бессона».

## У ролях
- Жан Рено — Юбер
- Рьоко Хіросу — Юмі
- Мішель Мюллер — Момо
- Кароль Буке — Софі
- Ян Епштейн
- Крістіан Сінніґер
- Александр Брік
- Фабіо Зеноні
- Йоші Оїда

## Цікаві факти
- Васабі — це приправа, яка переважно використовується в Японії, з гострим смаком.